# Trichosia brevipalpa
Trichosia brevipalpa är en tvåvingeart som beskrevs av Werner Mohrig och Menzel 1992. Trichosia brevipalpa ingår i släktet Trichosia och familjen sorgmyggor.
Artens utbredningsområde är Österrike. Inga underarter finns listade i Catalogue of Life.